# Saw XI
Série Saw
Saw X
(2023)
Pour plus de détails, voir Fiche technique et Distribution.
Saw XI est un film d'horreur américano-canadien, réalisé par Kevin Greutert dont la sortie est reportée.
Ce film est le 11e film de la saga Saw.

## Fiche technique
- Titre original : Saw XI
- Réalisation : Kevin Greutert
- Scénario : Marcus Dunstan
- Production : Mark Burg et Oren Koules
- Sociétés de production :
  - États-Unis : Lionsgate, Twisted Pictures (en), Serendipity Productions et Dahlstar
- Sociétés de distribution :
  - États-Unis : Lionsgate
- Langue originale : anglais
- Genre : épouvante-horreur, thriller, policier, mystère, gore, torture porn
- Dates de sortie : Dates sujettes à modification

## Distribution
- Tobin Bell : John Kramer / Jigsaw
- Costas Mandylor : Mark Hoffman

## Production

### Genèse et développement
En décembre 2023, Lionsgate annonce la mise en production d'un nouveau film de la saga Saw avec une date de sortie le 27 septembre 2024 à la suite du succès du précédent opus Saw X,. La saga semble retrouver ainsi son rythme de sortie annuel qu'elle avait dans les années 2000. Les scénaristes Josh Stolberg et Pete Goldfinger, à l’œuvre sur les trois précédents films sortis entre 2017 et 2023, annoncent toutefois qu'ils n'écriront pas le film.
En février 2024, Kevin Greutert est annoncé comme réalisateur, signant ainsi sa quatrième contribution à la saga derrière la caméra,,. En avril 2024, Lionsgate reporte d'un an de la sortie du film, la planifiant désormais pour le 26 septembre 2025,,. Marcus Dunstan, qui avait coscénarisé la saga entre Saw 4 et Saw 3D : Chapitre final, annonce officiellement en juin 2024 son retour sur la licence en tant que scénariste pour ce onzième film, indiquant qu'il écrit le scénario depuis décembre 2023 avec Kevin Greutert.

### Attribution des rôles
Tobin Bell, l'interprète de Jigsaw, confirme en octobre 2024 sa présence au casting, incarnant ainsi le rôle pour la dixième fois,.